# Jørgen Christian Skeel
Jørgen Christian Skeel (født 9. februar 1963) er en dansk godsejer, kammerherre og hofjægermester.
Han er søn af kammerherre og hofjægermester Erik Ludvig Skeel og Hanne Selchau-Hansen og har siden 1993 ejet Birkelse. Han er uddannet agronom og har været premierløjtnant i Hæren. Siden 2004 har han været hofjægermester og siden 2013 kammerherre. Han er en af tre patroner for Roskilde Kloster.
Han blev gift 16. maj 1992 på Valdemars Slot med Charlotte Patricia Boas, datter af skovrider C.J. Boas og Inger født Lysgaard.